# Great North Eastern Railway

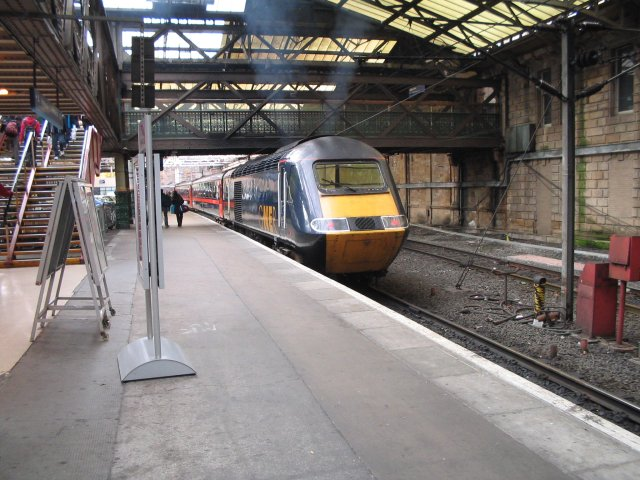
Intercity 125

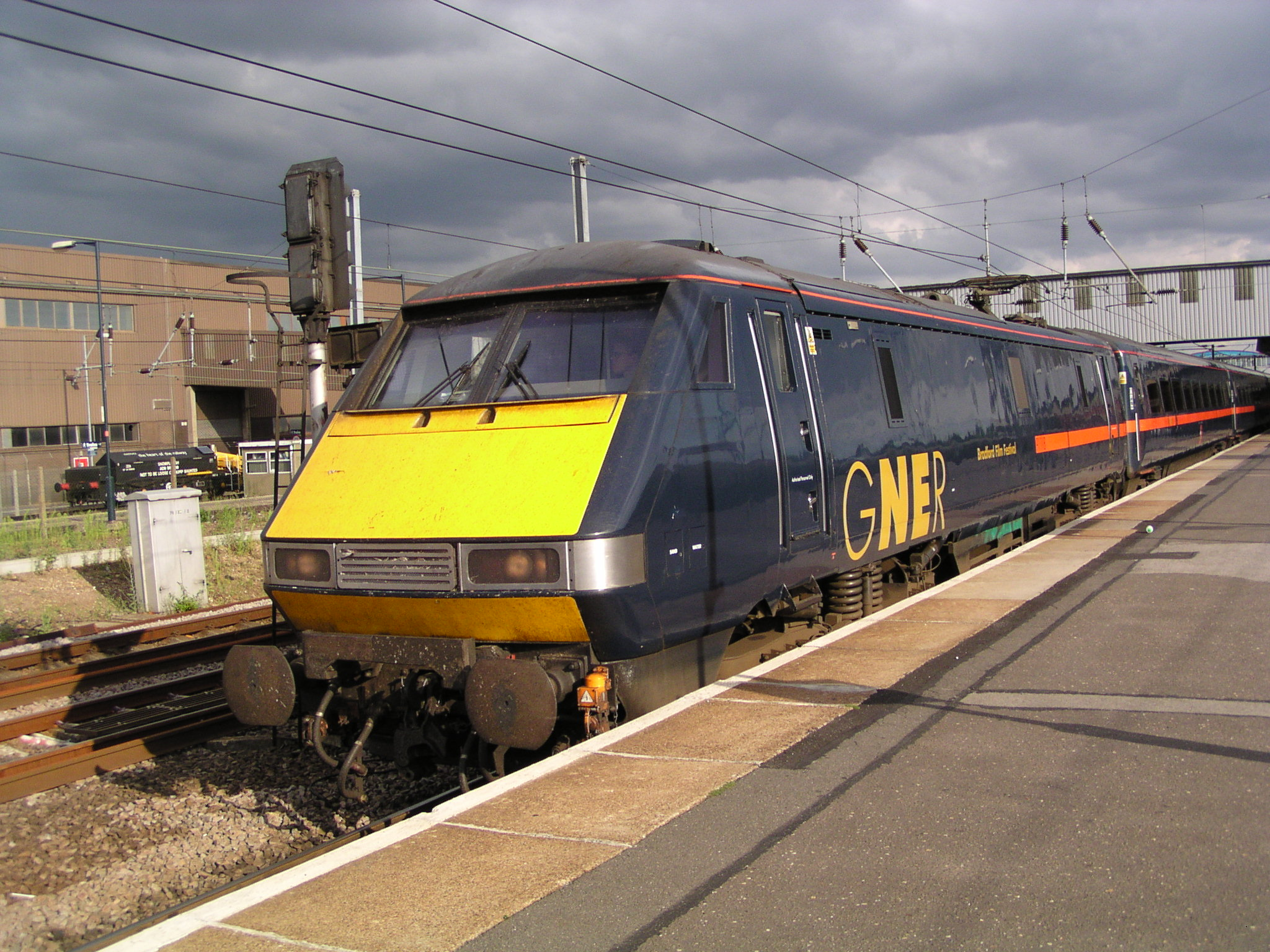
Intercity 225 in GNER-kleurstelling

Great North Eastern Railway (GNER) was een Britse spoorwegonderneming. Het bedrijf exploiteerde hogesnelheidstreinen op de East Coast Main Line (van station Kings Cross te Londen via York en Newcastle naar Edinburgh en verder naar Inverness en Aberdeen).
GNER was eigendom van Sea Containers Ltd. Dit bedrijf heeft op 28 april 1996 de GNER-concessie in handen gekregen voor een periode van 7 jaar (die in 2003 met 2 jaar verlengd). In 2005 heeft Sea Containers Ltd een nieuwe 10-jarige concessie gewonnen, maar eind 2006 werd duidelijk dat GNER het geld dat aan de Britse regering betaald moest worden voor de concessie niet meer kon opbrengen. Het bedrijf noemde de aanslagen op de Londense metro en gestegen energieprijzen als oorzaken. Vanaf december 2007 werd de concessie van GNER voor vervoer op de East Coast Main Line daarom worden overgenomen door National Express East Coast.
GNER reed met de elektrisch aangedreven trek-duwtreinen Intercity 225 en de Intercity 125 (treinstammen met dieseltractie). Deze werden overgenomen door National Express East Coast.